# Паспорт

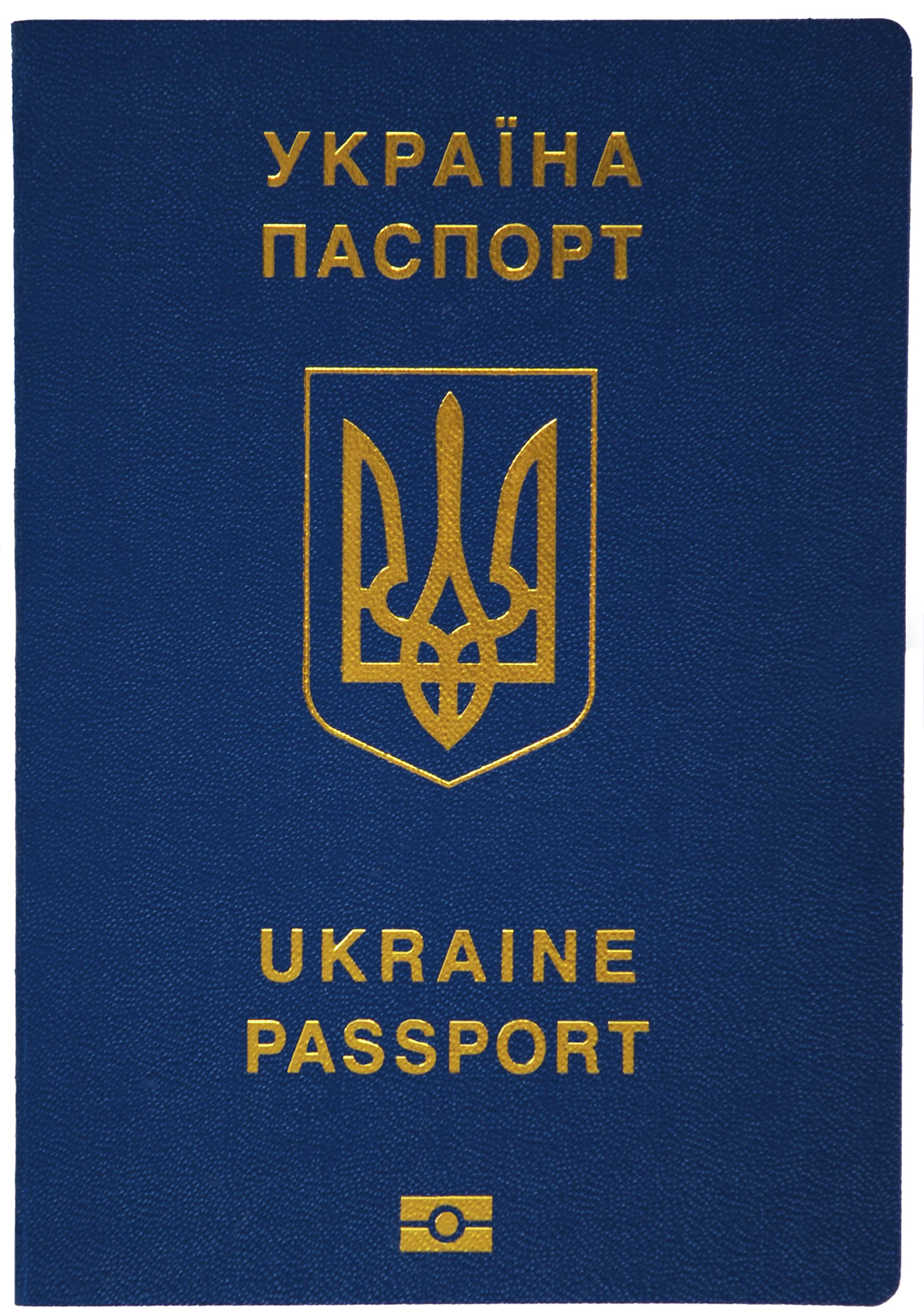
Український паспорт

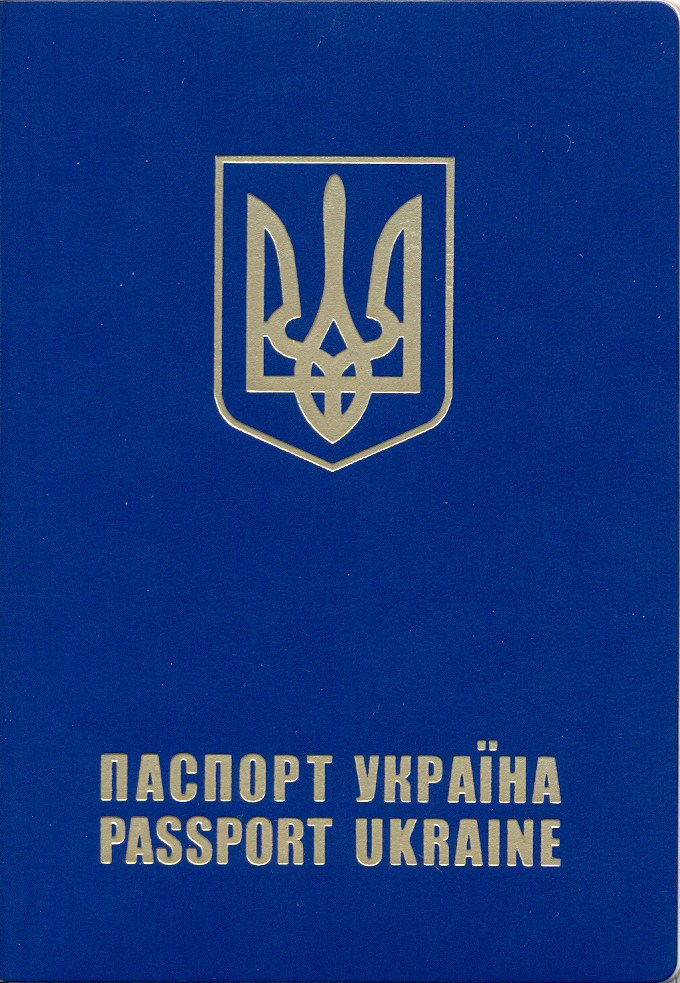
Обкладинка паспорта громадянина України для виїзду за кордон зразка 2007 року

Пáспорт  (фр. passeport, італ. passaporto від лат. passer — проходити і port — порт) — документ, який платно видає держава і надає громадянину право легально перетинати кордон, а також визначає особу та громадянство його власника. Як правило, у паспорті вказані основні дані про громадянина, його фотографія, ім'я, вік, дату народження та стать. Більшість країн використовує біометричні паспорти, які мають підвищений рівень захисту від підробок і додаткову інформацію про громадянина. Відповідник в Україні — Паспорт громадянина України для виїзду за кордон.
У деяких країнах, окрім паспорта, який служить як посвідчення при перетині державних кордонів (так званий закордонний паспорт), існує також внутрішній паспорт — посвідчення особи громадянина держави в межах цієї держави, що характерне для країн із паспортною системою (як правило, з тоталітарними або авторитарними режимами). Внутрішні паспорти використовують для контролю пересування осіб всередині країни та їхні місця проживання. Нині внутрішні паспорти діють у таких країнах, як Китай та Північна Корея, де їх використовують для обмеження міграції всередині країни, а також у Росії та Україні, де, попри назву, не використовують як паспорт і служать посвідченням особи, зберігаючи бюрократичний спадок СРСР. В Україні внутрішні паспорти у вигляді книжки існували до 2016 року, після чого їх замінили на ідентифікаційні картки зі збереженням попередньої назви — паспорт громадянина України. Раніше внутрішні паспорти існували в Османській та Російській Імперіях, СРСР, ПАР (за часів апартеїду), Іраку. Росія планує позбутися внутрішніх паспортів до 2022 року, замінивши їх посвідченням особи громадянина у вигляді картки. 
У багатьох країнах паспорти мають єдину форму та міжнародний формат, більшість ідентифікаційних полів на головній сторінці в них заповнені англійською. У Білорусі паспорт є головним ідентифікаційним документом, обов'язковим для кожного громадянина і дозволяє виїзд за кордон (якщо особа є «виїзною» і має необхідну візу). У багатьох інших країнах (наприклад, в Україні, США та країнах ЄС) паспорт є необов'язковим, а роль внутрішнього посвідчення особи відіграють ідентифікаційні документи, паспортні картки (введені в США у 2008 році) чи посвідчення водія.

## Типи паспортів в Україні
В Україні існують декілька типів паспортів:
- Паспорт громадянина України для виїзду за кордон;
- Дипломатичний паспорт;
- Службовий паспорт;
- Посвідчення особи без громадянства для виїзду за кордон;
- Проїзний документ біженця.

Ідентифікаційна картка, що виконує роль посвідчення особи громадянина України, теж має назву «Паспорт громадянина України» і є дійсною для перетину кордону Грузії (у випадку прямого рейсу з України) та Туреччини.

## Обкладинки паспортів різних держав

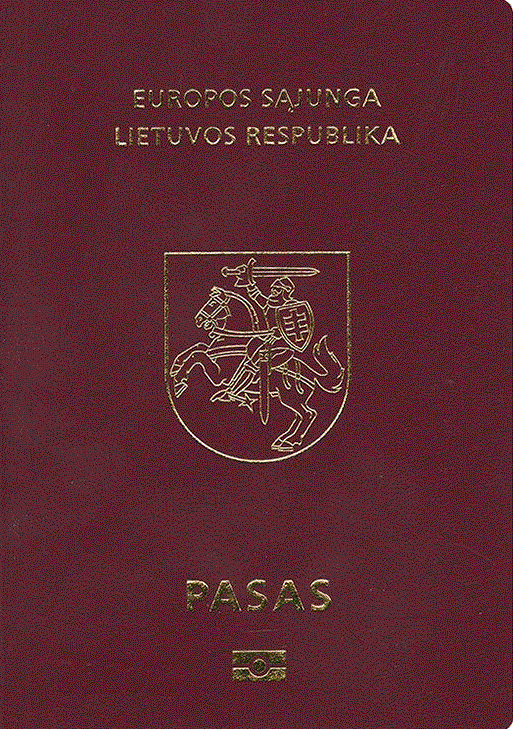
Литовський паспорт
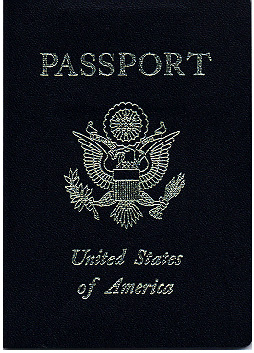
Паспорт США
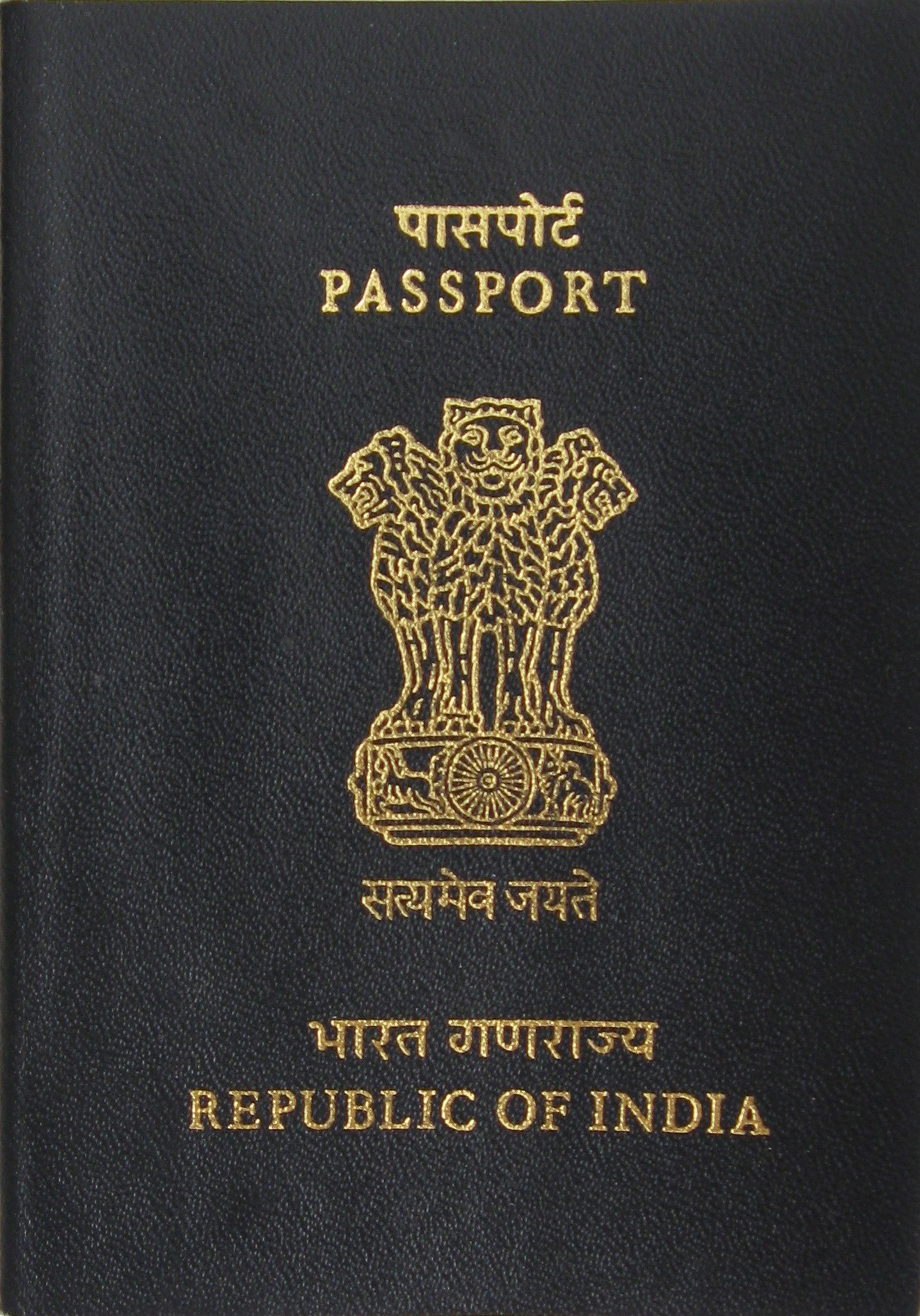
Індійський паспорт
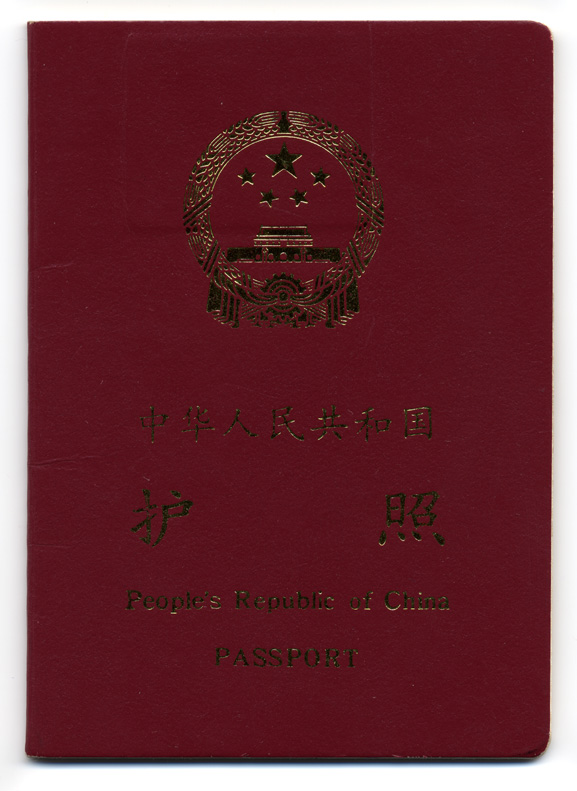
Паспорт громадянина КНР
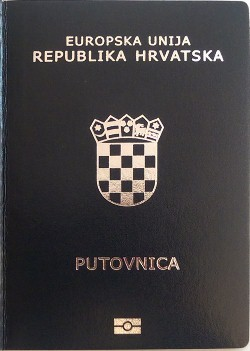
Хорватський паспорт
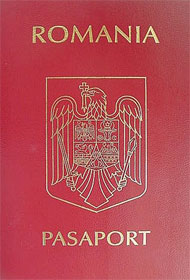
Румунський паспорт
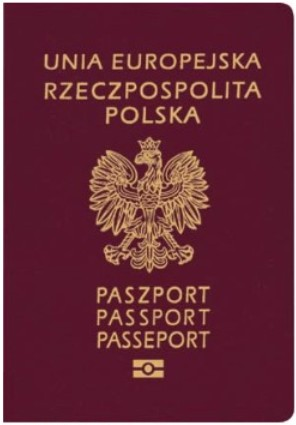
Польський паспорт